# Faro di Capo Testa
Il faro di Capo Testa (in gallurese Faru di Capu Testa, in sardo Faru de Cabu Testa) è situato nella Sardegna nord-orientale sul promontorio omonimo a pochi chilometri da Santa Teresa di Gallura.

## Storia
Il faro è attivo dal 1845.

## Architettura
È formato da un edificio rettangolare a due piani, sopra il quale si trova la torre con la lanterna. La torre è di forma quadrata e colore bianco. L'altezza dell'edificio compresa la lanterna è di 23 metri. Il faro ha una portata di 17 miglia nautiche ed è ben visibile dalla Corsica e dalle isole dell'arcipelago di La Maddalena. Emette 3 lampi bianchi della durata di un secondo in un periodo di 12 secondi intervallati da 2 secondi di eclissi; tra l'ultimo lampo e il primo del periodo successivo passano invece 5 secondi.
Il faro dispone di una luce di riserva, con portata 12 miglia, che entra in funzione automaticamente in caso di avaria della luce principale.
Il faro fa capo al Comando di zona Fari della Marina Militare con sede a La Maddalena (che si occupa di tutti i fari della Sardegna), reggenza di Capo Testa.
Il faro di Capo Testa per la sua posizione strategica sulle Bocche di Bonifacio, è il faro più importante per la navigazione nella zona nord della Sardegna.